# Grues, Vendée

Grues este o comună în departamentul Vendée, Franța. În 2009 avea o populație de 802 de locuitori.